# 七迳镇
七迳镇，是中华人民共和国广东省茂名市电白区下辖的一个乡镇级行政单位。

## 行政区划
七迳镇下辖以下地区：
七迳社区、厂前社区、那艮村、木等村、官屋地村、七迳村、尼乔村、南山埇村、那楼村、马鹿村、新屋仔村、山岚村、东山村、河林村、张屋村、米粮村、柏坡村、田头屋村和那增村。